# دباقة
الدَّبَّاقة جنس شجيرات أبيدة محاصرة للحشرات له نوعين تطول من متر إلى مترين. إنه الجنس الوحيد في فصيلة الدَّبَّاقيَّات. أعشابها مخشوشبة صغيرة الحجم. أوراقها لاطئة سنانية النصال الكثيفة الزغب اللزج الدابق الذي يمسك كل حشرة تقترب منه فيقضي عليها. أزهارها صفراء سنبلية التجميع طرفية الارتكاز.

## معرض الصور

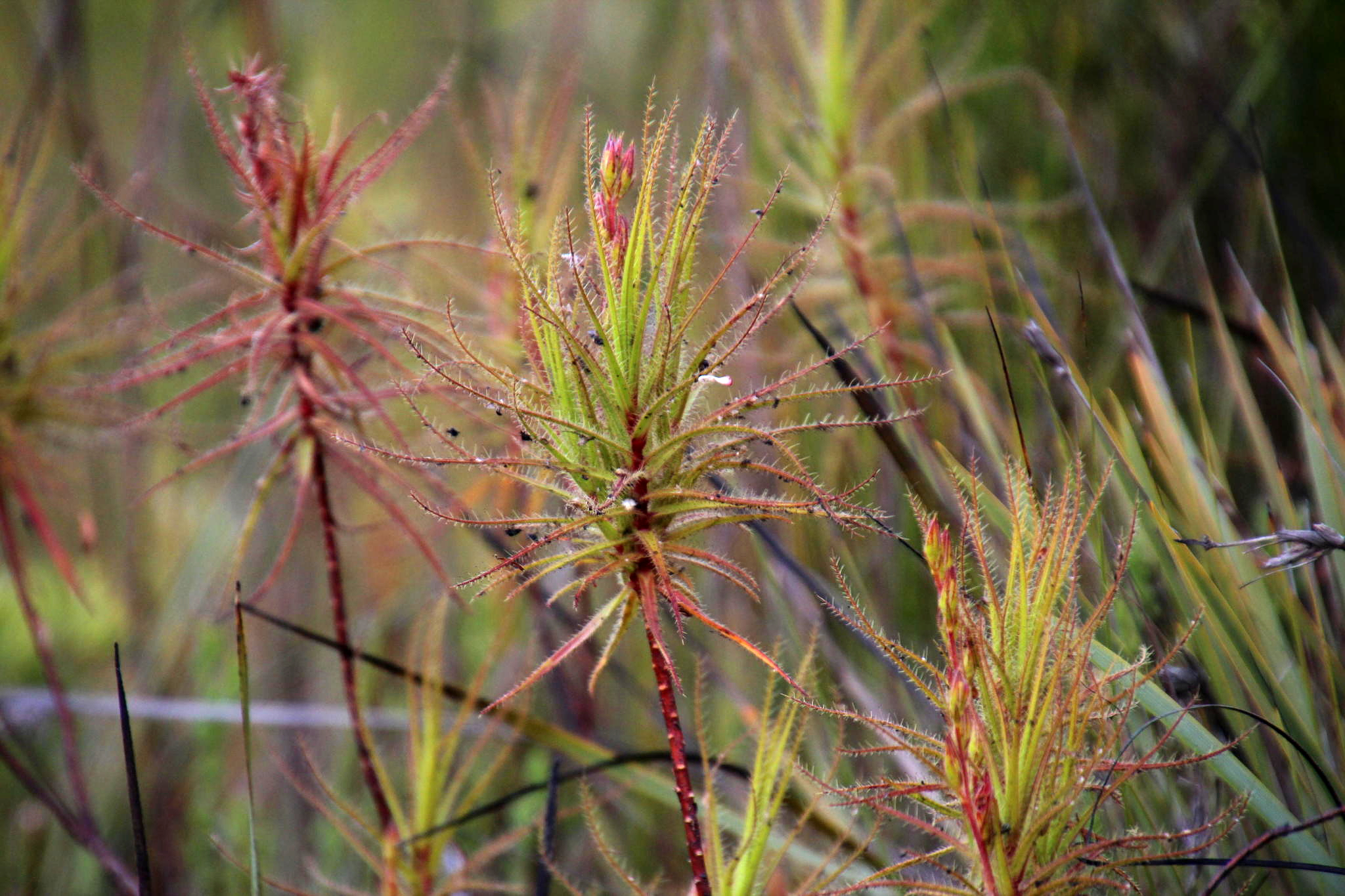
يمكن تمييز R. gorgonias بأوراقها الكاملة ونوراتها الشائكة
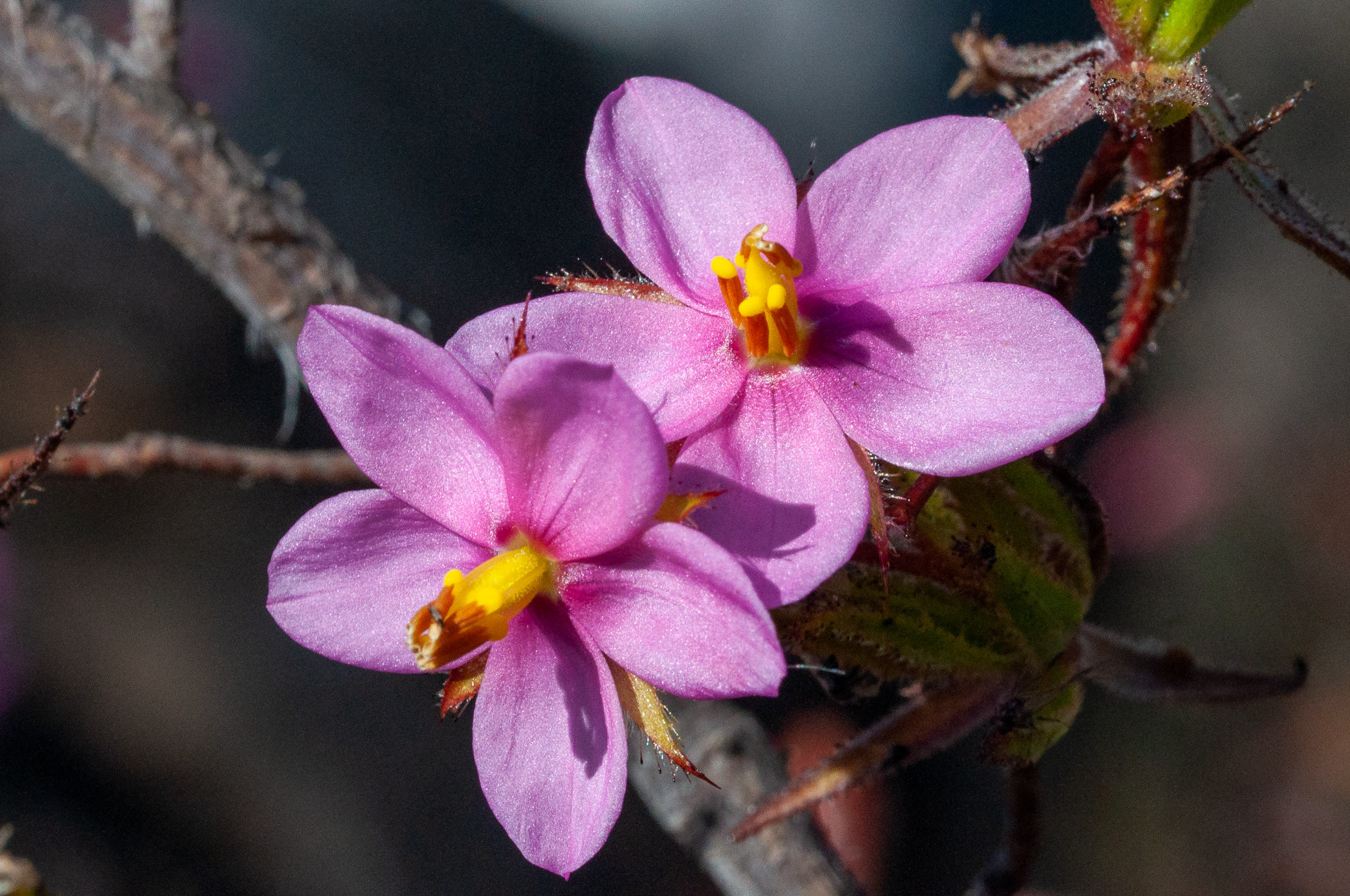
زهرتان من R. dentata ، تظهر واحدة في الخلفية تظهر ثلاثة أسدية ما زالت مقلوبة لأسفل ، واثنتان في الخلف ظهرت بالفعل.
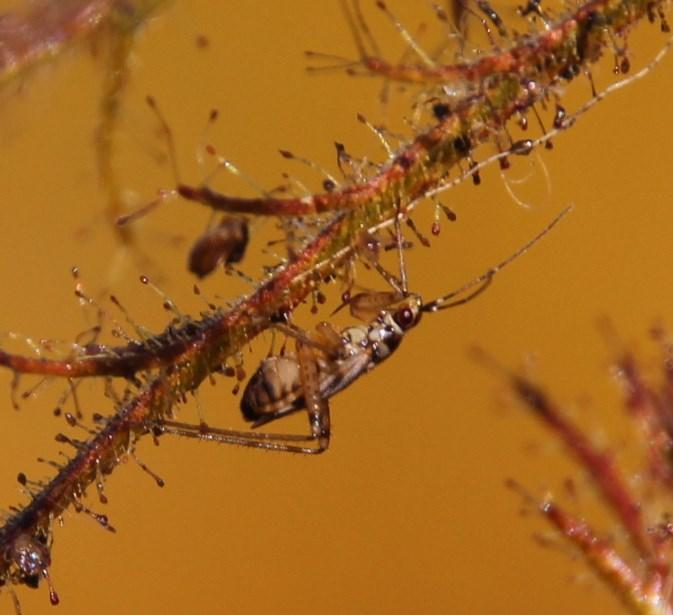
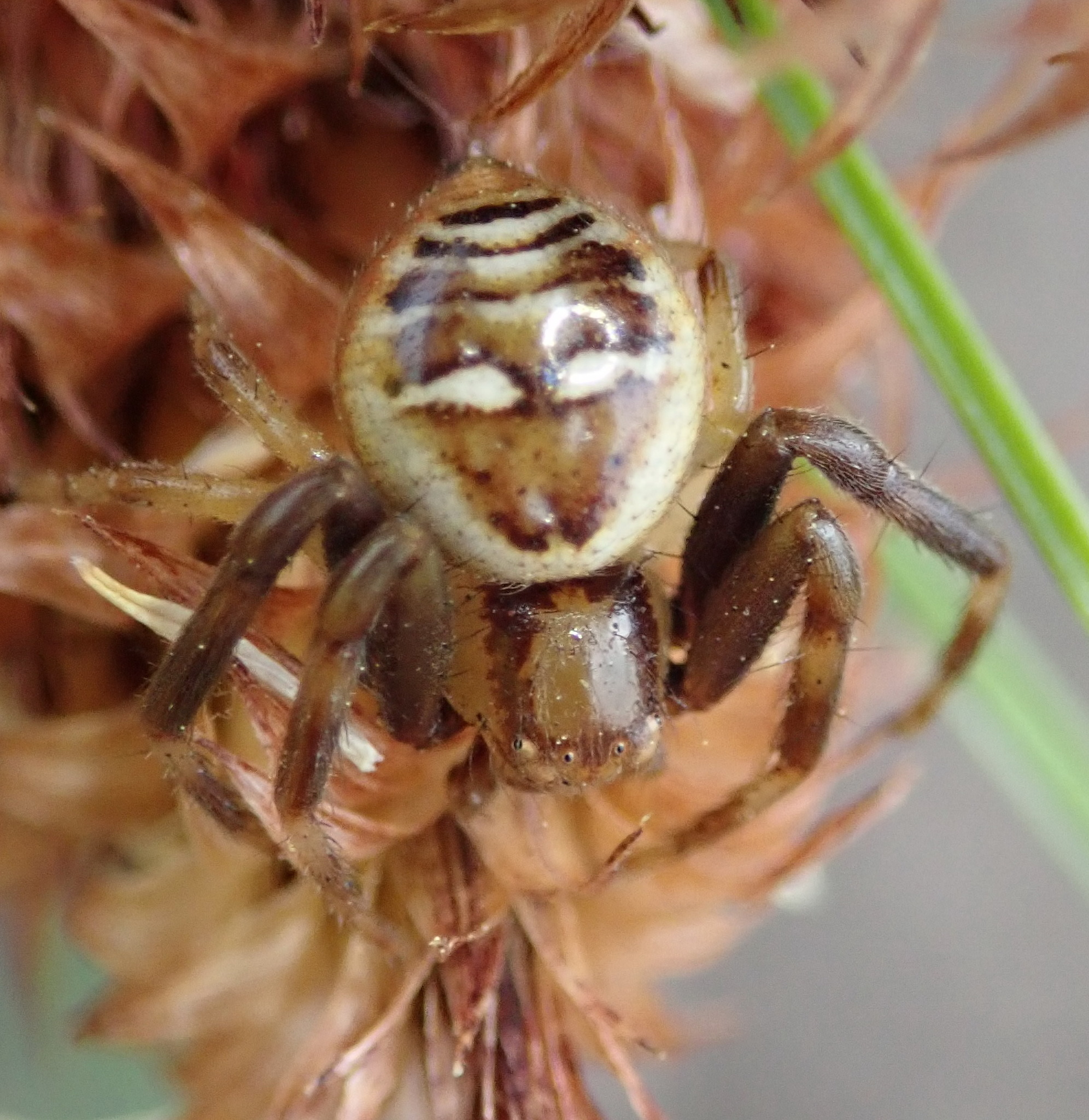